# Saale-, Elster-, Luppe-Aue zwischen Merseburg und Halle
Saale-, Elster-, Luppe-Aue zwischen Merseburg und Halle este o arie protejată (arie specială de conservare — SAC, sit de importanță comunitară — SCI) din Germania întinsă pe o suprafață de 1.756 ha, integral pe uscat.

## Localizare
Centrul sitului Saale-, Elster-, Luppe-Aue zwischen Merseburg und Halle este situat la coordonatele 51°24′19″N 12°00′33″E / 51.4053°N 12.0092°E.

## Înființare
Situl Saale-, Elster-, Luppe-Aue zwischen Merseburg und Halle a fost declarat sit de importanță comunitară în octombrie 2000 pentru a proteja 12 specii de animale. Situl a fost protejat și ca arie specială de conservare în decembrie 2018.

## Biodiversitate
Situată în ecoregiunea continentală, aria protejată conține 9 habitate naturale: Lacuri eutrofice naturale cu vegetație de tip Magnopotamion sau Hydrocharition, Cursuri de apă de la nivel de câmpie la nivel montan, cu vegetație Ranunculion fluitantis și Callitricho-Batrachion, Pajiști uscate seminaturale și facies de acoperire cu tufișuri pe substraturi calcaroase (Festuco-Brometalia) (* situri importante pentru orhidee), Pajiști stepice subpanonice, Liziere de ierburi înalte hidrofile de câmpie și de nivel montan până la alpin, Pajiști aluvionare inundabile, de Cnidion dubii, Fânețe de joasă altitudine (Alopecurus pratensis, Sanguisorba officinalis), Păduri aluvionare cu Alnus glutinosa și Fraxinus excelsior (Alno-Padion, Alnion incanae, Salicion albae), Păduri mixte riverane de Quercus robur, Ulmus laevis și Ulmus minor, Fraxinus excelsior sau Fraxinus angustifolia, de-a lungul marilor râuri (Ulmenion minoris).
La baza desemnării sitului se află mai multe specii protejate:
- amfibieni (2): buhai de baltă cu burta roșie (Bombina bombina), triton cu creastă (Triturus cristatus)
- mamifere (4): liliac cârn (Barbastella barbastellus), castor (Castor fiber), vidră de râu (Lutra lutra), liliac comun (Myotis myotis)
- nevertebrate (3): fluturele flitirar (Euphydryas maturna), Ophiogomphus cecilia, Osmoderma eremita Complex
- pești (3): avat (Aspius aspius), țipar (Misgurnus fossilis), boarță (Rhodeus amarus)

Pe lângă speciile protejate, pe teritoriul sitului au mai fost identificate 19 specii de plante, 7 specii de amfibieni, 7 specii de mamifere, 27 de specii de nevertebrate, 7 specii de pești, 2 specii de reptile.